# SM-64 Navaho

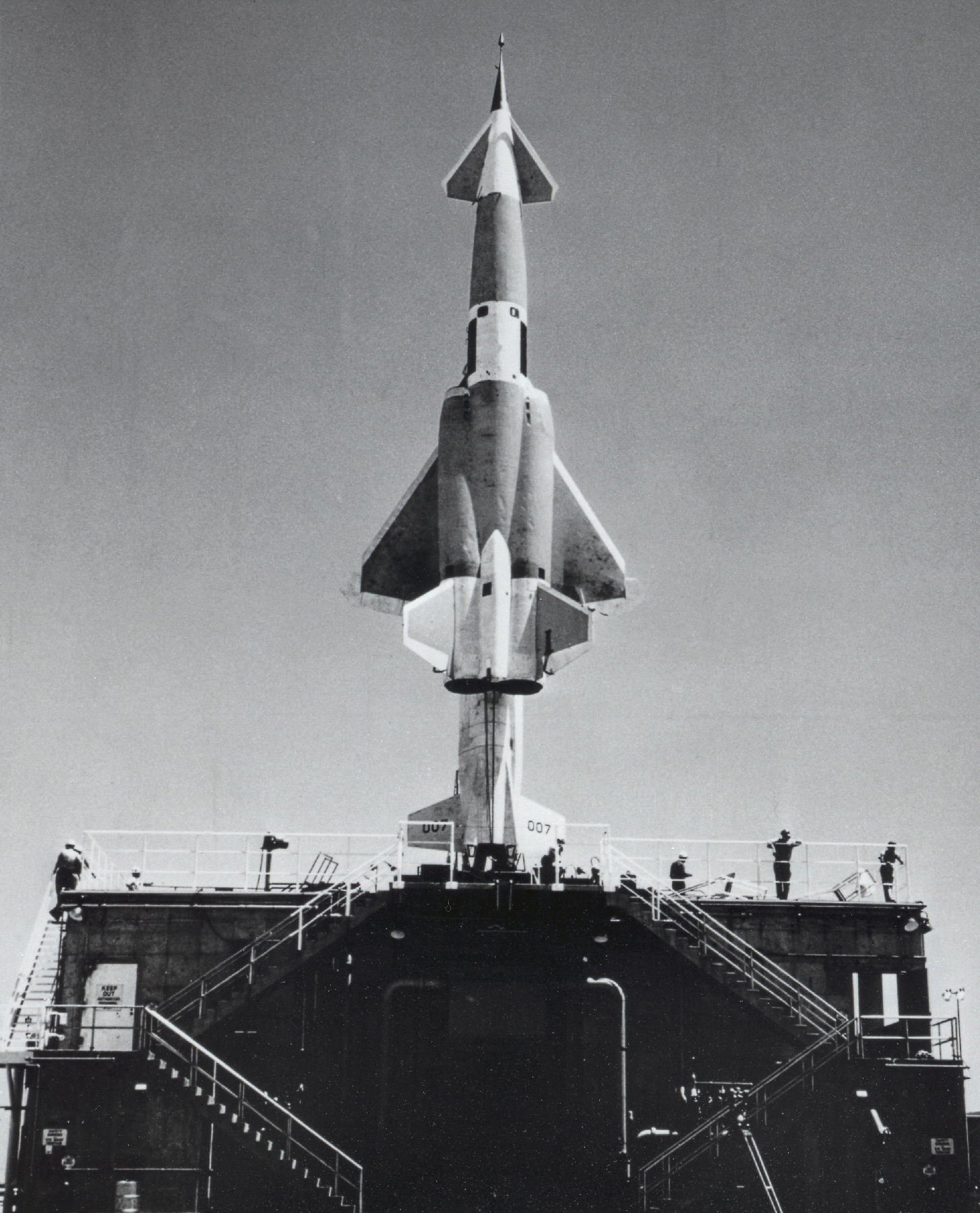
Missile Navaho sur sa rampe de lancement

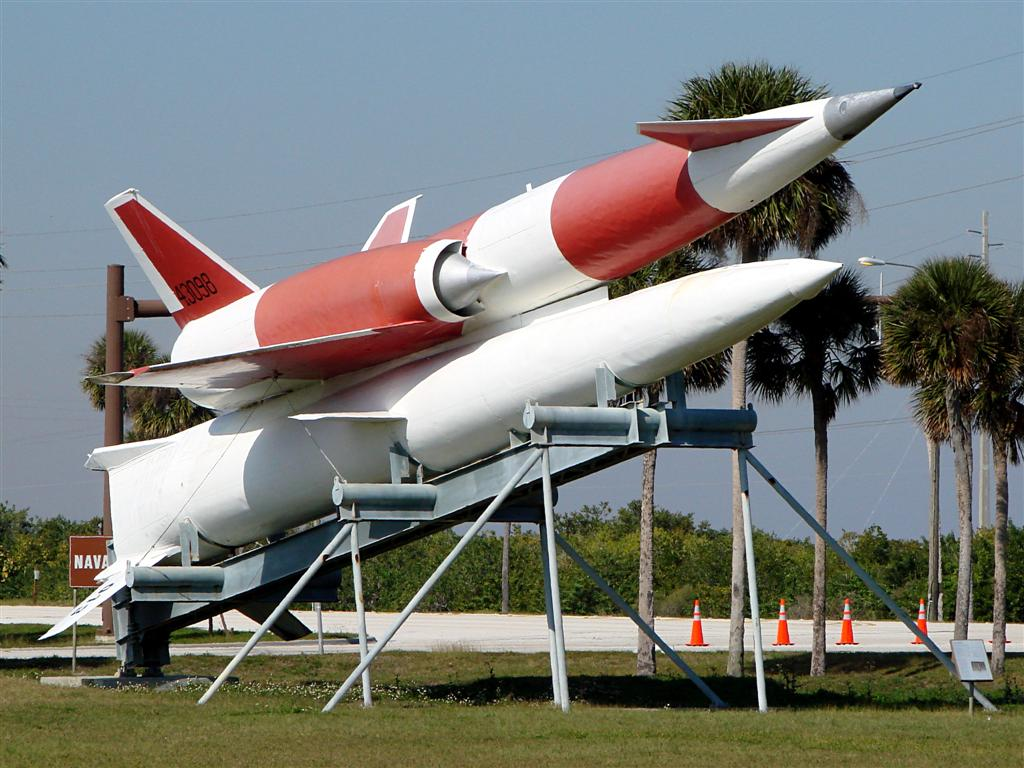
Navaho en exposition au centre spatial de Cape Canavaral

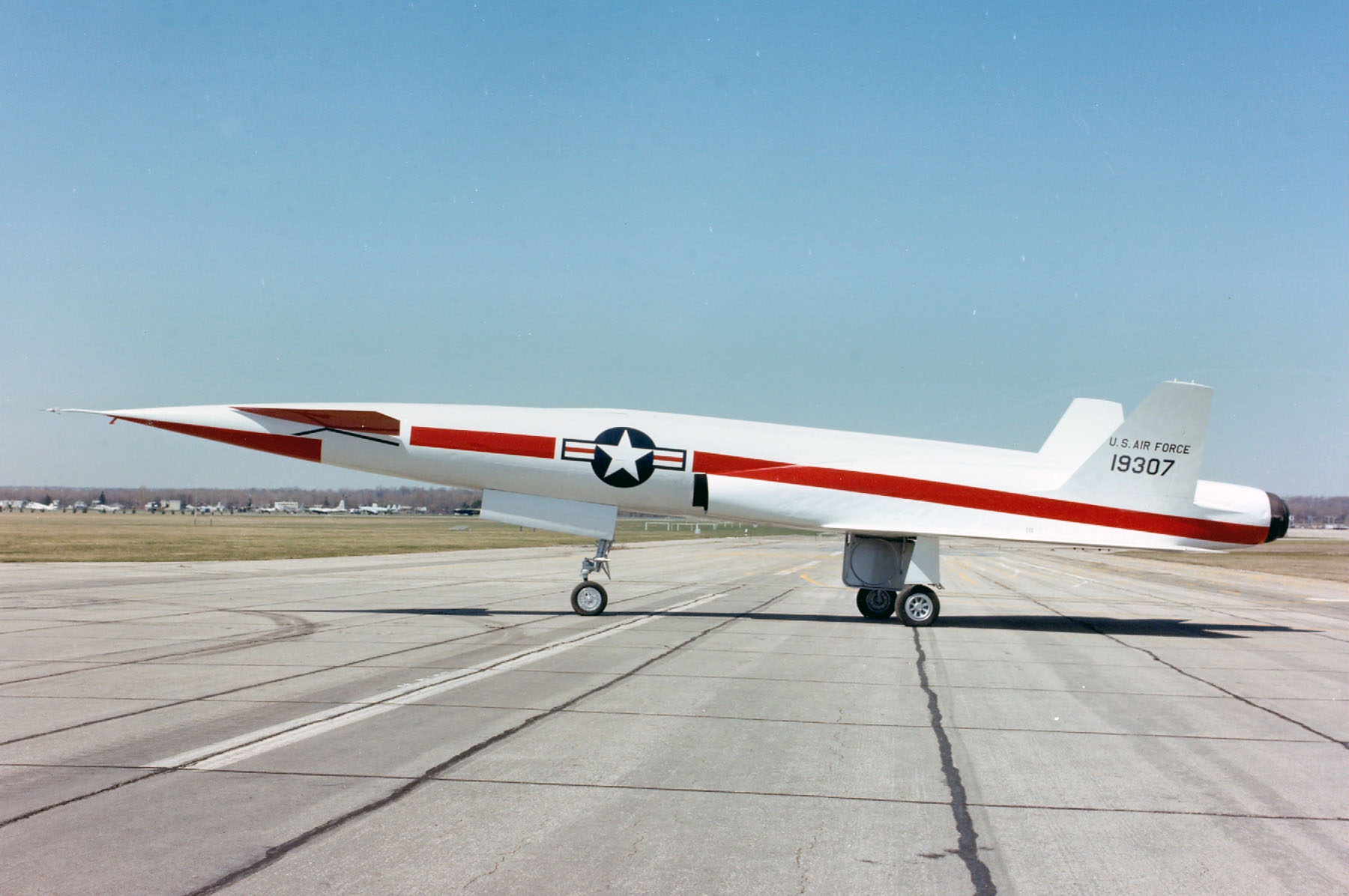
Le X-10 développé pour mettre au point l'aérodynamique et le guidage du Navaho

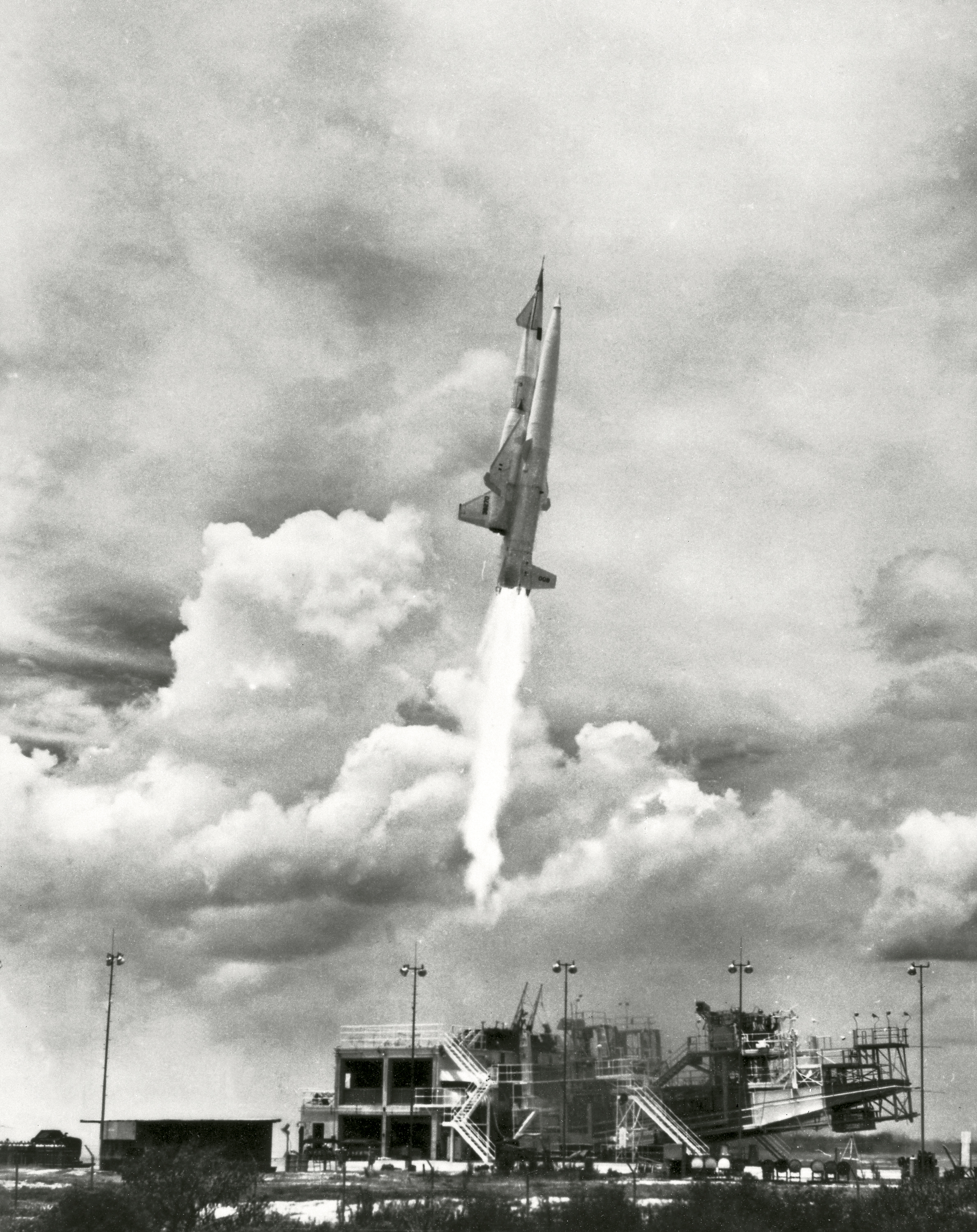
Décollage d'un Navaho G-26

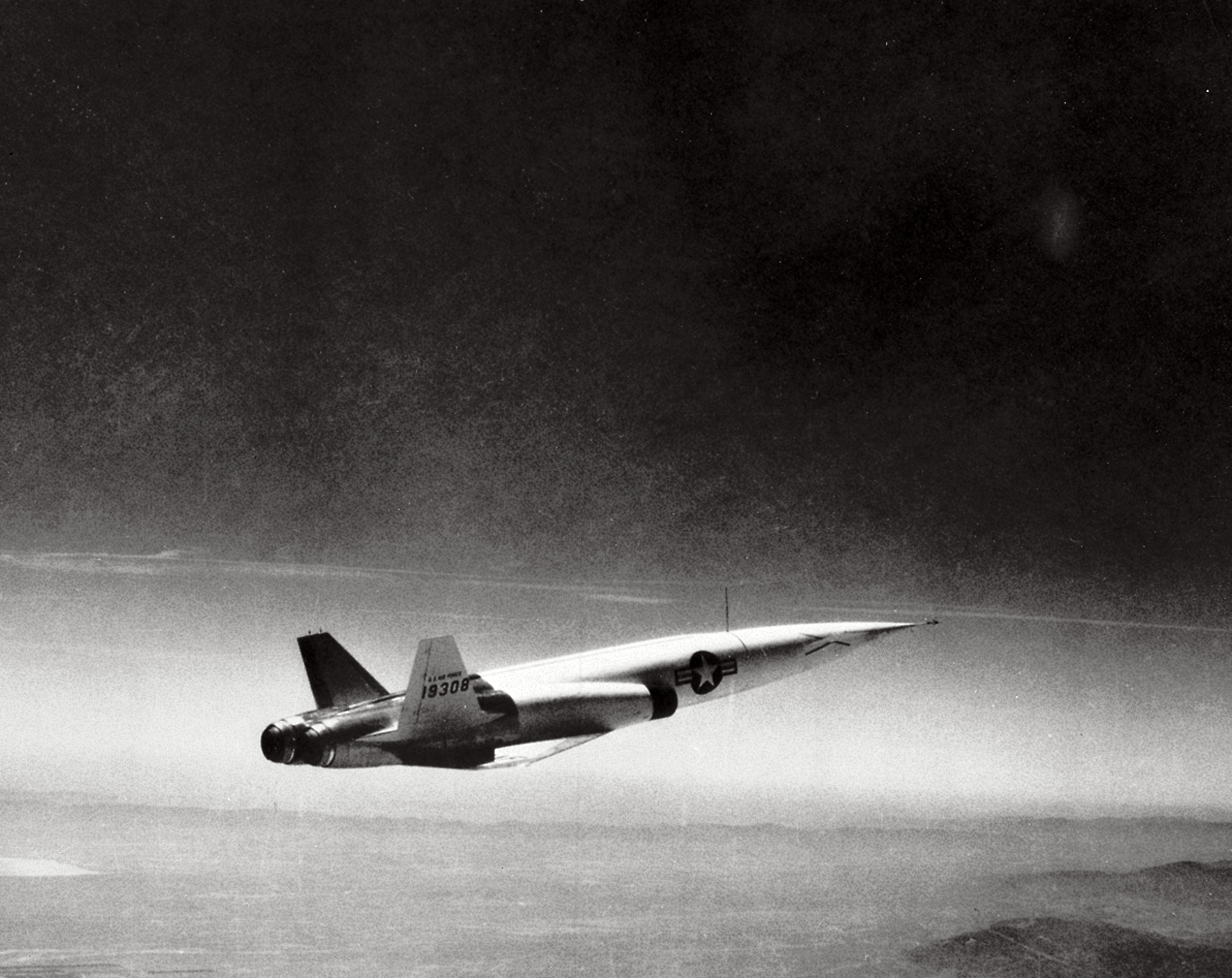
Le missile de croisière Navaho G-26 en vol

Le SM-64 Navaho (NAVAHO pour North American Vehicle Alcohol [plus] Hydrogen peroxyde and Oxygen, en français : « Véhicule de North American à l’Alcool, au peroxyde d’Hydrogène et à l’Oxygène ») est un missile de croisière supersonique intercontinental développé par North American Aviation entre 1946 et 1958. Il combine un étage de fusée et un étage propulsé par un statoréacteur volant à une vitesse un peu inférieure à Mach 3. Le programme, très ambitieux et très coûteux, a été annulé en 1957 avant d'être parvenu au stade opérationnel : le concept de missile de croisière supersonique sur lequel reposait le Navaho était beaucoup moins efficace que celui des missiles balistiques intercontinentaux qui s'étaient développés en parallèle au cours des années 1950. Le programme Navaho a néanmoins permis de mettre au point des techniques avancées dans le domaine des moteurs-fusées et du guidage inertiel qui ont été utilisées avec profit par les missiles et les lanceurs développés par la suite.

## Histoire
À l'origine, le programme Navaho fait partie d'une série de programmes de recherche sur les missiles guidés lancée en 1946 par l'Armée américaine. North American remporte le contrat de conception du missile à courte portée. Sous l'appellation MX-770, le programme initial est une extrapolation du missile balistique V-2 allemand, mais doté d'ailes et d'un turboréacteur-statoréacteur - en substitution au moteur-fusée d'origine - et capable d'amener une tête nucléaire à une distance de 800 km. C'était plus de deux fois la portée du V-2 avec une charge utile plus lourde. Les premières études montrèrent que des portées plus importantes pouvaient être atteintes et au cours des années qui suivirent les performances visées furent régulièrement accrues : ce qui était initialement un lanceur ailé lancé depuis le sol doté d'un statoréacteur d'une portée de 1850 km devint un engin aéroporté d'une portée de 2 600 km pour aboutir à un  missile de croisière propulsé par un statoréacteur et accéléré au départ par une fusée. La conception du Navaho est figée en juillet 1950 avec la commande par l'Armée de l'Air du système d'arme 104-1 d'une portée de 9 000 km.
La mise au point du Navaho s'est déroulée en trois phases. La première correspond au développement North American X-10 un engin volant de portée plus limitée qui doit permettre la mise au point des principales caractéristiques aérodynamiques, du guidage et de la phase terminale. Il est capable d'accélérer jusqu'à Mach 2 et peut voler sur une distance de 850 km. Une fois le X-10 mis au point et testé avec succès le développement du deuxième véhicule, le  XSSM-A-4, Navaho II ou G-26 est lancé. Le G-26 est pratiquement un missile Navaho à échelle réduite. Lancé  par un premier étage à ergols liquides, le G-26 monte à la verticale jusqu'à ce qu'il ait atteint Mach 3 et une altitude de 15 km. L'étage d'accélération est alors largué et le statoréacteur est allumé pour propulser le Navaho jusqu'à sa cible. Le G-26 est lancé à 10 reprises depuis Cape Canaveral entre 1956 et 1957.
La dernière version, le G-38 ou  XSM-64A reprend le dessin G-26 mais est d'une plus grande taille. Il incorpore un grand nombre de nouvelles technologies : titane, moteur-fusée monté sur cardan, utilisation de la combinaison d'ergols kérosène/oxygène, transistors... Aucun exemplaire ne volera et le programme est annulé avant que le premier exemplaire ne soit achevé. Les technologies développées seront  utilisées sur les autres missiles dont le missile intercontinental Atlas et le système de guidage inertiel est utilisé par la suite dans le premier sous-marin nucléaire américain.
Le développement du premier étage de fusée du Navaho commence en 1947 en utilisant deux moteurs de V-2 rénovés. La même année, le moteur utilisé pour la phase II du programme est sélectionné : le XLR-41-NA-1 est une version simplifiée du moteur du V-2 réalisée avec des composants américains. Le moteur de la phase III, le XLR-43-NA-1 (également appelé 75K), met en œuvre une chambre de combustion cylindrique avec une platine d'injection développée pour le V2 mais restée expérimentale. Les ingénieurs de North American parviennent à maitriser les problèmes d'instabilité de combustion qui avaient empêché les Allemands d'utiliser leur invention et le moteur est testé avec succès en 1951. Le moteur de la phase IV, XLR-43-NA-3 (120K), remplace la lourde paroi mal refroidie de l'engin allemand par un assemblage de tubes brasés, qui devient la méthode standard de refroidissement par régénération des moteurs-fusées américains. Deux moteurs de cette version sont utilisés sur le G-26 Navaho. Un moteur plus puissant, avec un refroidissement amélioré est développé pour la triple motorisation du G-38. Tous les composants d'un moteur-fusée moderne, en dehors de la tuyère, ont été développés dans le cadre du programme Navaho et seront exploitées sur les moteurs propulsant les fusées Atlas, Thor et Titan.

## Caractéristiques techniques

### G-26
Le G-26 pèse au lancement 71,9 tonnes et est long de 28 mètres. Il a une portée de 4 900 km. Il comporte deux composants : un étage de fusée d'une masse de 42,4 tonnes (11,3 tonnes à vide) chargé d'amener le Navaho à une vitesse suffisante pour permettre le démarrage des statoréacteurs et le missile de croisière proprement dit d'une masse de 29,5 tonnes propulsé par des statoréacteurs. L'étage de fusée porte en 273 secondes la vitesse du missile à Mach 2,75 et l'amène à une altitude de 13 km puis se sépare 1,5 seconde plus tard du reste du missile alors que celui-ci a atteint une altitude de 14,6 km. De forme complexe, l'étage d'un diamètre maximum de 1,76 mètre est réalisé pour l'essentiel en tôles alliage d'aluminium 20-24ST soudées à l'arc  avec un usinage chimique qui réduit son épaisseur à 3 mm. Le réservoir d'oxygène placé à l'avant est une pièce monocoque pouvant contenir 18,1 tonnes de gaz liquéfié. L'oxygène est mis sous pression par son évaporation naturelle qui se produit malgré la présence d'un isolant constitué de fibre de verre. Le réservoir de kérosène est une structure semi-monocoque contenant 12,95 tonnes de carburant. Deux petits ailerons  sont attachés au corps de l'étage de fusée pour écarter celui-ci au moment de sa séparation avec le missile de croisière. L'étage de fusée est propulsé par deux moteurs LR71 fournissant une poussée au décollage de 120 tonnes dont le jet est orienté par des palettes en graphite comme sur le V-2. Deux ailerons sont attachés sur le berceau des moteurs pour assurer la stabilité du Navaho durant la phase ascensionnelle.
Le missile de croisière utilise la configuration aérodynamique mise au point sur le X-10 : ailes delta, deux moteurs et empennage vertical. Les statoréacteurs brulent du kérosène durant 6 500 secondes en maintenant une vitesse de 3 100 km/h à une altitude de croisière de 15 000 m. Un groupe auxiliaire de puissance fournit l'énergie en l'absence de pièces tournantes au niveau du statoréacteur.  Le corps du missile de croisière d'un diamètre de 1,55 mètre, comprend de l'avant à l'arrière la pointe avant, le compartiment de guidage qui héberge le système de navigation inertielle N-6 et le pilote automatique PIX10, le réservoir de carburant avant, le compartiment instruments utilisé pour les tests qui devait recevoir dans la version opérationnelle la charge utile de 3,15 tonnes et 2,15 mètres de long constituée par une bombe nucléaire Mark 4 ou Mark 13, le réservoir principal de carburant et le compartiment arrière avec le groupe auxiliaire de puissance. Le missile de croisière peut emporter jusqu'à 24 tonnes de kérosène. Les deux statoréacteurs fournissent une poussée de 6,7 tonnes. Le fuselage est construit essentiellement avec de l'aluminium mais comporte également des pièces en titane au niveau du nez, des ailes et des nacelles des moteurs pour supporter les 270 °C générés par la vitesse de croisière à Mach 2,75. Le G26 est contrôlé à la fois par un système de commande radio et par le prototype du système inertiel N-6 qui utilise deux gyroscopes. Le G-26 sera lancé 11 fois entre 1956 et 1958 dont 8 échecs.

### G-38
Le G38 est une version agrandie du G26 capable d'amener une charge utile de 4,5 tonnes à 10 200 km. La masse du missile passe à 131,5 tonnes dont 76,9 tonnes pour le premier étage propulsé par 3 moteurs LR83 fournissant 205 tonnes de poussée et 57 tonnes pour le missile de croisière propulsé par deux statoréacteurs fournissant 8,9 tonnes de poussée. Le diamètre de l'étage de fusée passe à 2,37 mètres tandis que celui du missile de croisière passe à 1,98 mètre. Les moteurs LR83 sont montés sur cardan pour orienter leur poussée. La finesse aérodynamique du G38 est plus poussée que celle de son prédécesseur permettant un accroissement de la portée et de la vitesse de croisière qui atteint Mach 3,25 vers la fin du vol. Le système de gouvernes est complètement différent avec notamment un empennage vertical qui n'existait pas sur le G26. La température des parties externes les plus chaudes du missile de croisière atteignent 400 °C. Le G38 est le premier système d'armes utilisant une électronique constituée uniquement de transistors. Celle-ci est durcie contre les ondes électromagnétiques générées par une explosion nucléaire. Il était prévu que le Navaho G38 soit transporté sur un énorme tracteur-érecteur-lanceur. Le délai entre l'ordre de lancement et le tir aurait été de 30 minutes. Aucun missile de cette série n'était achevée lorsque le programme Navaho fut arrêté.